# 페트로샤니

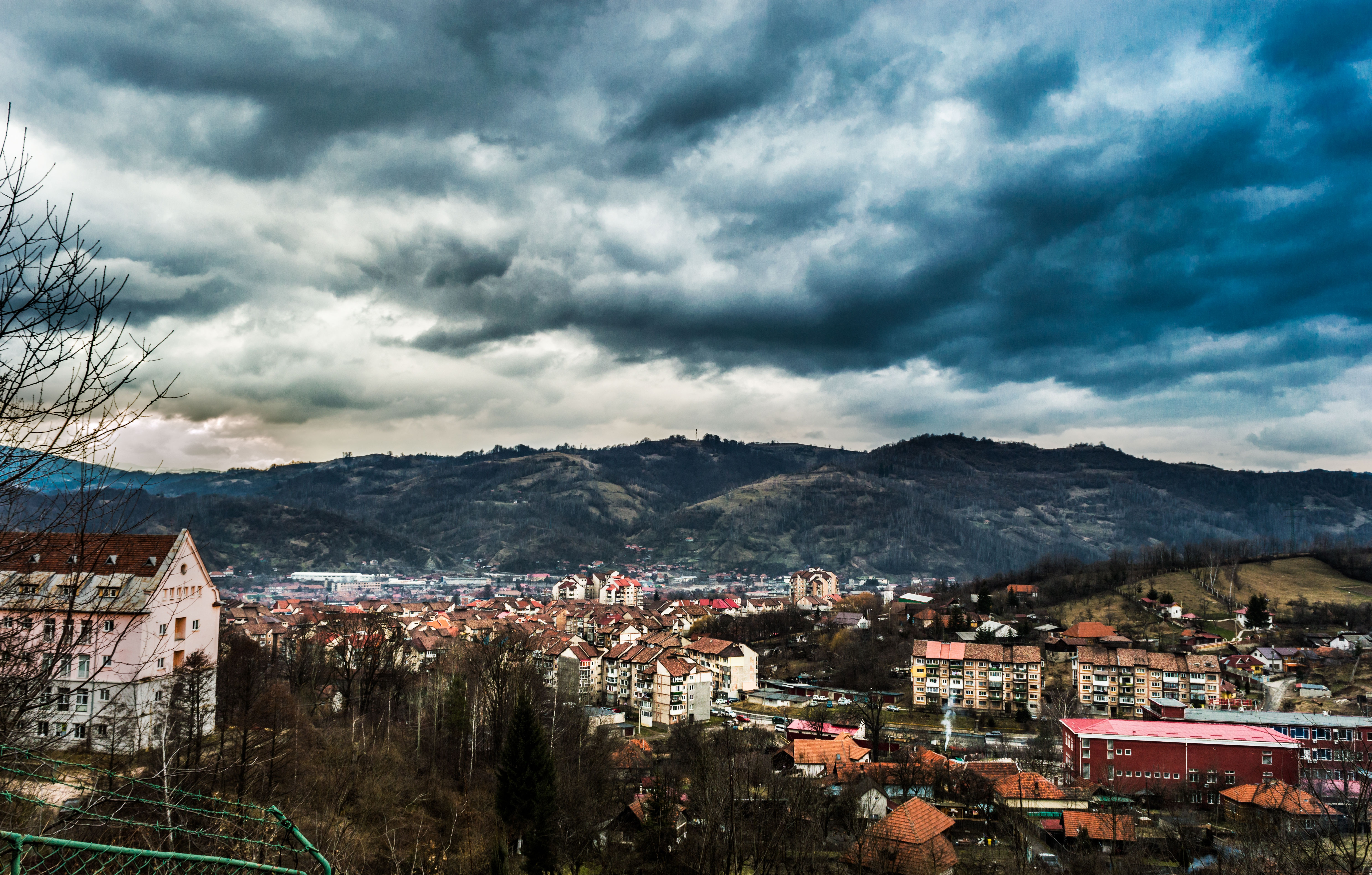

페트로샤니(루마니아어: Petroșani)는 루마니아 후네도아라주에 있는 도시이다. 2011년 기준으로 인구는 34,331명이다.

## 지리
페트로샤니는 지우 계곡에 위치한다. 레테자트 국립공원의 관문으로, 발칸산맥, 파랑산맥, 로테자트산맥 각 산지로 이어진다.

## 인구
| 연도              | 인구   | ±%      |
| ----------------- | ------ | ------- |
| 1850              | 581    | —       |
| 1880              | 2,096  | +260.8% |
| 1900              | 7,765  | +270.5% |
| 1910              | 12,193 | +57.0%  |
| 1930              | 15,405 | +26.3%  |
| 1948              | 14,138 | −8.2%   |
| 1956              | 23,052 | +63.0%  |
| 1966              | 35,187 | +52.6%  |
| 1977              | 40,664 | +15.6%  |
| 1992              | 52,390 | +28.8%  |
| 2002              | 45,447 | −13.3%  |
| 2011              | 34,331 | −24.5%  |
| 출처: Census data |        |         |